# 貝蒂語
貝蒂語是班圖語的一個分支，由居住在喀麥隆雨林地區的貝蒂人所使用。被認為是該語言的方言或與語言密切相關的語言以及在很大程度上可以相互理解的語言是：
- 埃翁多語
- 埃頓語（英语：Eton language）
- 萊蒂語（英语：Leti language (Cameroon)）